# Aldbury
Aldbury is een civil parish in het Engelse graafschap Hertfordshire.